# Йемен на пляжных Азиатских играх 2012
На 3-х Азиатских пляжных играх, проходивших 12—22 июня 2012 года в Хайяне (Китай), Йемен представляли четыре спортсмена, соревновавшихся в пляжном волейболе. По итогам Игр йеменская сборная не смогла завоевать медали.

## Пляжный волейбол
Мужчины
| Спортсмены                         | Отборочный раунд                                     | Отборочный раунд | 1/8 финала | 1/4 финала | 1/2 финала | Финал     |
| Спортсмены                         | Результаты                                           | Место            | 1/8 финала | 1/4 финала | 1/2 финала | Финал     |
| ---------------------------------- | ---------------------------------------------------- | ---------------- | ---------- | ---------- | ---------- | --------- |
| Абдулла аль-Авлаки Незар аль-Галал | Санджай Арьял, Бахадур Магар 2-1 18-21, 21-17, 15-12 | Группа I 2       | не прошли  | не прошли  | не прошли  | не прошли |
| Абдулла аль-Авлаки Незар аль-Галал | Ахмед аль-Хусни, Хассан аль-Балуши 0-2 19-21, 13-21  | Группа I 2       | не прошли  | не прошли  | не прошли  | не прошли |
| Адиб Махфуд Ассар Мохаммед         | Таинг Менгхеак, Лим Самат 2-0 21-19, 21-17           | Группа J 2       | не прошли  | не прошли  | не прошли  | не прошли |
| Адиб Махфуд Ассар Мохаммед         | Тирапат Поллуянг, Панупонг Тоям 0-2 19-21, 17-21     | Группа J 2       | не прошли  | не прошли  | не прошли  | не прошли |